# Di căn

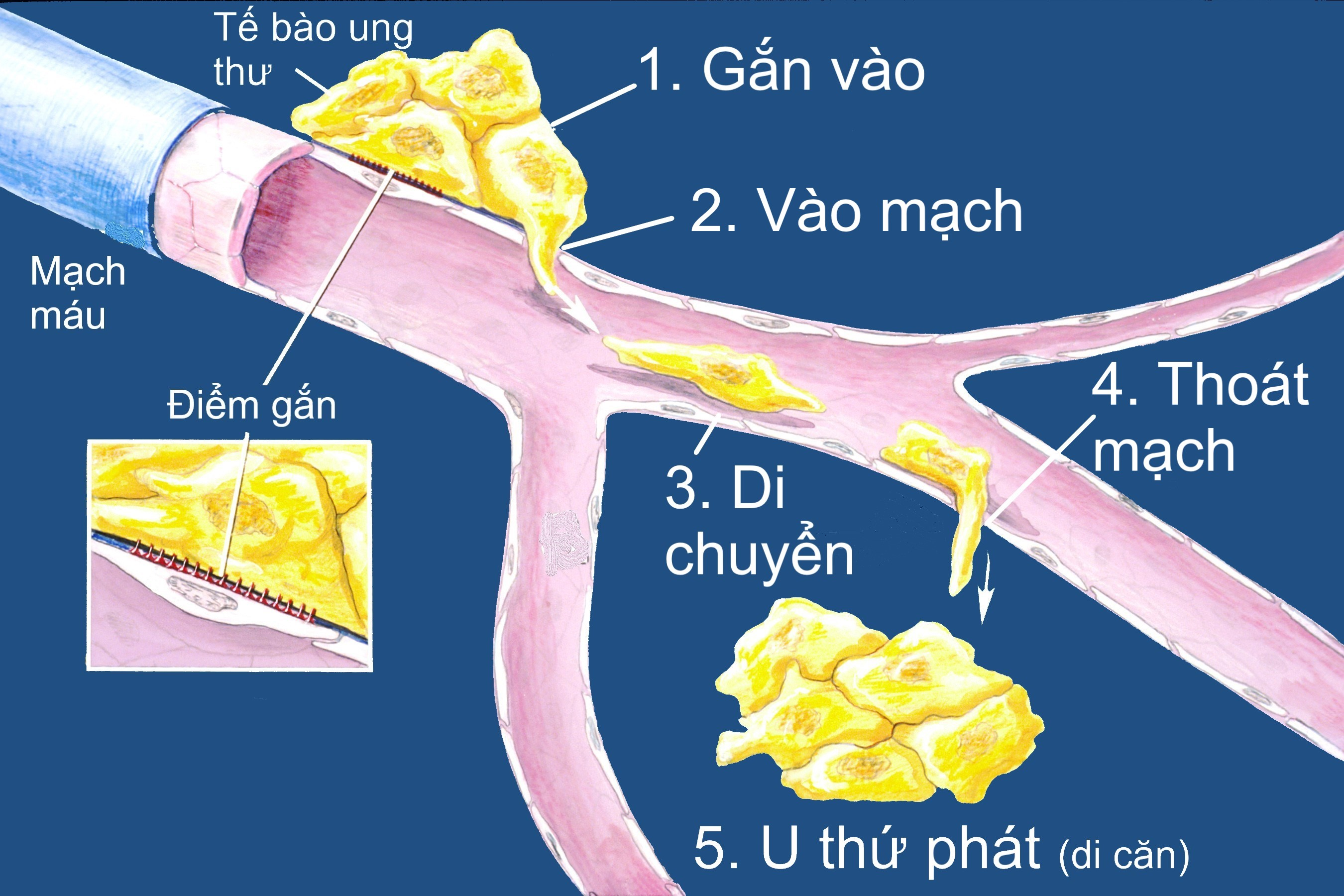
Các tế bào ung thư di căn qua mạch máu.

Di căn là sự lan tỏa của tế bào ung thư từ khối u ban đầu sang mô xung quanh và các cơ quan xa. Trong khi là nguyên nhân chính khiến bệnh nhân ung thư tử vong, đây vẫn là một trong những khía cạnh bí ẩn nhất của căn bệnh. Để hoàn thành quá trình này, các tế bào ung thư phải tách ra khỏi khối u ban đầu, xâm nhập hệ tuần hoàn và bạch huyết, tránh né bị hệ miễn dịch tấn công, thoát ra ở mạng mao mạch xa, rồi xâm lấn và tăng sinh ở cơ quan xa. Mỗi ngày có hàng triệu tế bào tỏa ra từ khối u nhưng chỉ có vài điểm di căn phát-hiện-được hình thành, cho thấy di căn đường máu rất kém hiệu quả có thể do hầu hết tế bào ung thư bị tiêu diệt trong dòng máu bởi áp lực và hệ miễn dịch.
Chuỗi quá trình được kích hoạt bởi bất ổn nhiễm sắc thể bắt nguồn từ những lỗi liên tiếp ở khâu phân chia nhiễm sắc thể trong nguyên phân. Tế bào ung thư có thể phát tán đơn lẻ hoặc theo cụm. Trong trường hợp carcinoma, xảy ra một sự kiện quan trọng là chuyển đổi biểu mô–trung mô (EMT) mà ở đó các tế bào carcinoma mất đi tính chất biểu mô và bổ sung các đặc tính trung mô. EMT hỗ trợ di căn bằng cách trao cho tế bào tính di động và xâm lấn cùng năng lực làm suy biến các thành phần của ma trận ngoại bào. Các tế bào biểu mô nhiều khi không biến đổi hoàn toàn mà chỉ một phần, ở vào trạng thái lai. Tế bào kiểu này di căn hiệu quả hơn. Số ít tế bào ung thư đến được cơ quan xa lại trải qua một quá trình ngược là chuyển đổi trung mô–biểu mô (MET) để tăng sinh và tạo thành u di căn.

## Vào mạch
Xâm nhập mạch là một bước then chốt trong di căn mà ở đó các tế bào ung thư lọt qua thành mạch rồi hòa vào dòng tuần hoàn, trở thành các tế bào lưu thông và mầm mống di căn tiềm năng. Khối u nguyên phát kích thích hình thành mạch cục bộ và những mạch máu mới này nhìn chung có mối nối tế bào yếu. Các tế bào ung thư lọt qua những điểm nối tế bào biểu mô để vào hệ mạch. Xâm nhập mạch máu có thể là hành vi chủ động hoặc bị động, tùy vào loại khối u, cấu trúc mạch máu, và hoàn cảnh ở vi môi trường khối u.
Con đường bạch huyết xem ra dễ dàng hơn bởi mạch bạch huyết không có những điểm nối biểu mô chắc và dòng chảy ở đó chậm hơn đồng nghĩa cơ hội sống sót cao hơn. Theo đường này thì tế bào ung thư cũng đến hệ tuần hoàn tĩnh mạch vì mạch bạch huyết dẫn vào mạch máu qua ống bạch huyết trái hoặc phải. Tuy nhiên trước đó chúng đi qua một loạt hạch bạch huyết mà thường là điểm di căn đầu tiên thấy ở một số loại ung thư. Các hạch gần vị trí u nguyên phát nhất gọi là hạch cửa hay hạch gác được sinh thiết để kiểm tra dấu hiệu di căn sớm.

## Trong mạch
Khi đã vào hệ tuần hoàn, các tế bào ung thư đối mặt với hành trình khắc nghiệt. Tương tác giữa tế bào ung thư lưu thông (CTC) và những thành phần của vi môi trường hệ tuần hoàn quyết định khả năng sống sót và thoát ra sau này. Hầu hết CTC chết trong dòng máu, chỉ rất ít sống sót và đến được cơ quan xa. Số lượng CTC là cực ít so với những tế bào máu như hồng cầu hay bạch cầu. Sự hiện diện của tế bào ung thư trong máu bệnh nhân được Thomas Ashworth phát hiện lần đầu vào năm 1869.
CTC có thể tồn tại đơn lẻ hoặc tập hợp thành cụm. Cụm CTC hiếm gặp hơn nhưng có tiềm năng di căn cao hơn vài chục đến 100 lần.